# (1529) Oterma
(1529) Oterma est un astéroïde de la ceinture principale.

## Description
(1529) Oterma est un astéroïde de la ceinture principale. Il fut découvert par Yrjö Väisälä le 26 janvier 1936 à Turku. Il présente une orbite caractérisée par un demi-grand axe de 3,995 UA, une excentricité de 0,201 et une inclinaison de 9,057° par rapport à l'écliptique.
Il fut nommé en hommage à l'astronome Liisi Oterma, directeur de l'Institut d'Optique et d'Astronomie de Turku.

## Compléments